# NGC 7177
NGC 7177 est une galaxie spirale intermédiaire relativement rapprochée et située dans la constellation de Pégase. Sa vitesse par rapport au fond diffus cosmologique est de 801 ± 24 km/s, ce qui correspond à une distance de Hubble de 11,8 ± 0,9 Mpc (∼38,5 millions d'al). NGC 7177 a été découverte par l'astronome germano-britannique William Herschel en 1784.
La classe de luminosité de NGC 7177 est II et elle présente une large raie HI. De plus, elle est aussi une galaxie LINER, c'est-à-dire une galaxie dont le noyau présente un spectre d'émission caractérisé par de larges raies d'atomes faiblement ionisés. NGC 7177 renferme également des régions d'hydrogène ionisé (HII).
À ce jour, 12 mesures non basées sur le décalage vers le rouge (redshift) donnent une distance de 26,517 ± 10,967 Mpc (∼86,5 millions d'al), ce qui est à l'extérieur des valeurs de la distance de Hubble. Notons que c'est avec la valeur moyenne des mesures indépendantes, lorsqu'elles existent, que la base de données NASA/IPAC calcule le diamètre d'une galaxie et qu'en conséquence le diamètre de NGC 7177 pourrait être d'environ 12,0 kpc (∼39 100 al) si on utilisait la distance de Hubble pour le calculer. 

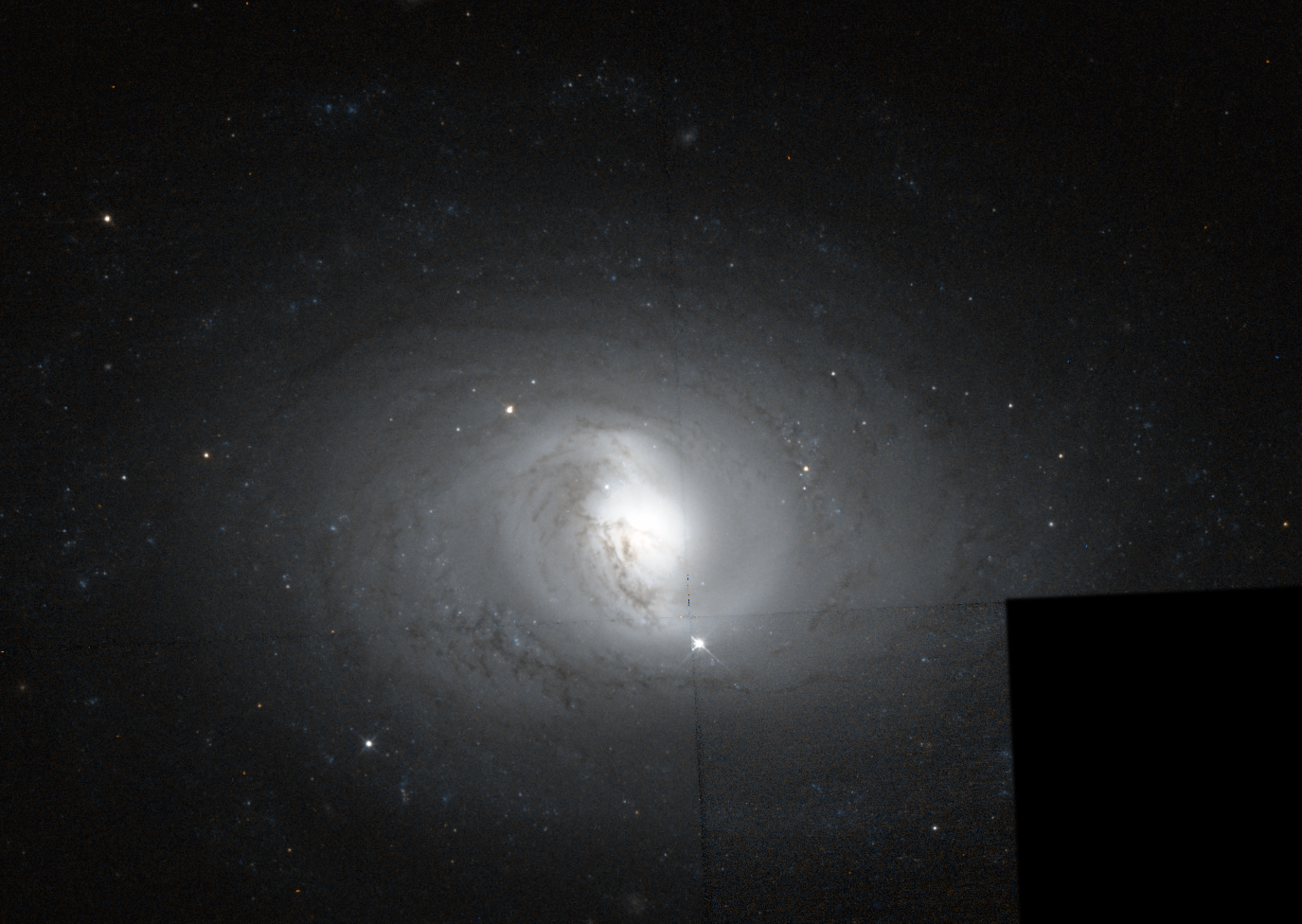
NGC 7177 par le télescope spatial Hubble.

## Supernova
Deux supernovas ont été observées dans NGC 7177: SN 1960L et SN 1976E.

### SN 1960L
Cette supernova a été découverte le 14 aout 1960 par l'astronome américain Milton Humason. D'une magnitude apparente de 16 au moment de sa découverte, son type n'a pu être identifié.

### SN 1976E
Cette supernova a été découverte le 23 septembre 1976 par J. R. Dunlap, depuis l’observatoire Corralitos de l’Université Northwestern. D'une magnitude apparente de 16,5 au moment de sa découverte, son type n'a pu être également identifié.